# Centrum Kongelunden
Centrum Kongelunden (dun. Dansk Røde Kors Center Kongelunden) – duński, otwarty ośrodek dla azylantów, zarządzany przez tamtejszy Czerwony Krzyż, zlokalizowany w pobliżu lotniska w Kopenhadze i miasta Dragør.

## Charakterystyka
Ośrodek przyjmuje osoby starające się o azyl w Danii, a wymagające z różnych względów, głównie rodzinnych, czy zdrowotnych, specjalnego traktowania. Są to dwie grupy: samotne matki z małymi dziećmi oraz osoby chore psychicznie, upośledzone umysłowo, ofiary tortur poszkodowane fizycznie i psychicznie (ludzie z tej drugiej grupy przebywają w Kongelunden średnio około trzy lata). Kobiety z dziećmi mają wydzielone budynki z indywidualnymi pokojami oraz wspólną kuchnią. Ośrodek dysponuje szkołą dla dorosłych, placem zabaw, żłobkiem, kawiarnią i warsztatem stolarskim. Centrum opieki zatrudnia na stałe lekarzy, w tym psychiatrów. Łącznie personel ośrodka to około trzydzieści osób.

## Liczba miejsc
Ośrodek dysponuje 100-150 miejscami opieki specjalnej i 70-100 miejscami zwykłymi. Przyjmuje osoby na wózkach inwalidzkich, a dla jednostek bardziej usamodzielnionych wynajmuje mieszkania poza ośrodkiem.